# Glyphocarpus lindigii
Glyphocarpus lindigii là một loài rêu trong họ Bartramiaceae. Loài này được Hampe A. Jaeger mô tả khoa học đầu tiên năm 1875.